# Poslovnik
Poslovnik je v trde platnice (knjižna vezava) vezanih približno 200 strani, ki so predvsem oblikovno prilagojene za koledarsko vnašanje zapiskov, ki služijo kot opomnik ali delovni načrt. Nekateri vsebujejo tudi del za telefonski imenik, praznike po nekaterih državah, in druge bolj ali manj uporabne tabele podatkov. Najpogostejša dimenzija je 20×24 cm. 
Soroden izdelek je rokovnik.